# Maciej Habsburg
Maciej Habsburg (ur. 24 lutego 1557 w Wiedniu, zm. 20 marca 1619 tamże) – król Węgier i Chorwacji (jako Maciej II) oraz arcyksiążę Austrii w latach 1608–1619, Czech w latach 1611–1619, cesarz w latach 1612–1619.

## Życiorys
Syn cesarza Maksymiliana II Habsburga. Brat cesarza Rudolfa II i namiestników hiszpańskich Niderlandów Ernesta i Albrechta VII oraz wielkiego mistrza zakonu krzyżackiego Maksymiliana III.
W czasie elekcji 1587 roku był kandydatem do tronu Rzeczypospolitej. W 1593 roku jego starszy brat, cesarz Rudolf II Habsburg mianował go gubernatorem Austrii. Maciej Habsburg przy tej okazji poznał biskupa Wiednia, późniejszego kardynała Melchiora Klesla, który później został jego głównym doradcą. W obliczu postępującej choroby psychicznej Rudolfa II, 25 kwietnia 1606 roku zjazd rodziny Habsburgów zadecydował o przekazaniu Maciejowi władzy na Węgrzech. W czerwcu 1606 zawarł ugodę z opozycją węgierską, na mocy której zgodził się przestrzegać na Węgrzech wolności religijnej i przywilejów szlacheckich, a księciem Siedmiogrodu mianował Stefana Bocskaya. Tym sposobem uspokoił sytuację w kraju i zakończył trwającą od 1604 roku uciążliwą rebelię magnacką. Królem Węgier został oficjalnie 2 lata później. 11 listopada 1606 roku podpisał z Turkami Osmańskimi kompromisowy pokój w Zsitvatörök, który nie dawał Habsburgom nowych nabytków terytorialnych, ale zwalniał ich z trybutu na rzecz sułtana. Tym samym zakończył wieloletnią wojnę z Turkami na Węgrzech. Ponieważ Rudolf II nie chciał zgodzić się na takie warunki traktatu, Maciej porozumiał się ze stanami austriackimi i odsunął brata od władzy. W czerwcu 1608 roku bracia zawarli ugodę w Lieben, na mocy której Maciej otrzymał władzę w Austrii i na Morawach, a ponadto koronował się oficjalnie na króla Węgier.
Cesarzem został po śmierci brata w 1612 roku. W swoich rządach opierał się na poradach Klesla, którego w 1611 roku postawił na czele swojej Tajnej Rady, czyli kolegium doradców. Początkowo starał się łagodzić spory religijne tak w Niemczech, jak i w krajach dziedzicznych, jednak dążenie do wzmocnienia władzy monarszej w krajach dziedzicznych wywołało zdecydowany opór szlachty, a zniechęcony Maciej w końcu przestał wysłuchiwać skarg protestantów. W ten sposób jego rządy pogłębiły antagonizmy wyznaniowe w krajach habsburskich i doprowadziły do wojny trzydziestoletniej, której bezpośrednią przyczyną była defenestracja praska, do której doszło w praskim zamku na Hradczanach. W marcu 1617 roku zawarł porozumienie z pozostałymi członkami rodziny Habsburgów (w tym królem hiszpańskim Filipem III), w wyniku którego następcą Macieja został jego kuzyn, fanatyczny katolik, książę Styrii Ferdynand. W 1617 roku oddał realną władzę na rzecz Ferdynanda w Czechach, a rok później na Węgrzech. Do śmierci pozostał cesarzem i władcą Austrii.
Maciej razem ze swoją żoną ufundowali w Wiedniu Kościół Kapucynów wraz z Kryptą Cesarską, gdzie chcieli być pochowani, a która została później rozbudowana i stała się rodową nekropolią Habsburgów.

## Pełna tytulatura
Maciej, z Bożej łaski uświęcony i wybrany cesarz rzymski, po wieki August, król Niemiec, Węgier, Czech, Dalmacji, Chorwacji, Slawonii, etc., etc. arcyksiążę Austrii, książę Burgundii, Brabancji, Styrii, Karyntii, Karnioli, margrabia Moraw, książę Luksemburga, Górnego i Dolnego Śląska, Wirtembergii, Teck etc. książę Szwabii, hrabia Habsburga, Tyrolu, Ferreti, Kyburga, Gorycji etc. landgraf Alzacji, margrabia Świętego Cesarstwa Rzymskiego, Burgau, Górnych i Dolnych Łużyc etc. pan Marchii Wendyjskiej, Salin, Port Naon, etc., etc., etc.

## Genealogia
| Prapradziadkowie                            | król Polski Kazimierz IV Jagiellończyk (1427-1492) ∞1436 Elżbieta Habsburg (1436-1505)            | Gaston II de Foix-Candale (-1500) ∞1469 Katarzyna de Foix (-1494)                                 | cesarz rzymski Maksymilian I Habsburg (1459-1519) ∞1477 Maria Burgundzka (1457-1482) | cesarz rzymski Maksymilian I Habsburg (1459-1519) ∞1477 Maria Burgundzka (1457-1482) | król Hiszpanii i Aragonii Ferdynand II Katolicki (1452-1516) ∞1469 Izabela I Katolicka (1451-1504) | król Hiszpanii i Aragonii Ferdynand II Katolicki (1452-1516) ∞1469 Izabela I Katolicka (1451-1504) | król Hiszpanii i Aragonii Ferdynand II Katolicki (1452-1516) ∞1469 Izabela I Katolicka (1451-1504) | Ferdynand Aviz (1433-1470) ∞1447 Beatrycze Aviz (1430-1506)                         |
| Pradziadkowie                               | król Czech i Węgier Władysław II Jagiellończyk (1456-1516) ∞1502 Anna de Foix-Candale (1484-1506) | król Czech i Węgier Władysław II Jagiellończyk (1456-1516) ∞1502 Anna de Foix-Candale (1484-1506) | król Kastylii i Leónu Filip I Habsburg (1478-1506) ∞1496 Joanna Szalona (1479-1555)  | król Kastylii i Leónu Filip I Habsburg (1478-1506) ∞1496 Joanna Szalona (1479-1555)  | król Kastylii i Leónu Filip I Habsburg (1478-1506) ∞1496 Joanna Szalona (1479-1555)                | król Kastylii i Leónu Filip I Habsburg (1478-1506) ∞1496 Joanna Szalona (1479-1555)                | Maria Aragońska (1482-1517) ∞1500 król Portugalii Manuel I Aviz (1469-1521)                        | Maria Aragońska (1482-1517) ∞1500 król Portugalii Manuel I Aviz (1469-1521)         |
| Dziadkowie                                  | Anna Jagiellonka (1503-1547) ∞1521 cesarz rzymski Ferdynand I Habsburg (1503-1564)                | Anna Jagiellonka (1503-1547) ∞1521 cesarz rzymski Ferdynand I Habsburg (1503-1564)                | Anna Jagiellonka (1503-1547) ∞1521 cesarz rzymski Ferdynand I Habsburg (1503-1564)   | Anna Jagiellonka (1503-1547) ∞1521 cesarz rzymski Ferdynand I Habsburg (1503-1564)   | cesarz rzymski Karol V Habsburg (1500-1558) ∞1526 Izabela Aviz (1503-1539)                         | cesarz rzymski Karol V Habsburg (1500-1558) ∞1526 Izabela Aviz (1503-1539)                         | cesarz rzymski Karol V Habsburg (1500-1558) ∞1526 Izabela Aviz (1503-1539)                         | cesarz rzymski Karol V Habsburg (1500-1558) ∞1526 Izabela Aviz (1503-1539)          |
| Rodzice                                     | cesarz rzymski Maksymilian II Habsburg (1527-1576) ∞1548 Maria Habsburg (1528-1603)               | cesarz rzymski Maksymilian II Habsburg (1527-1576) ∞1548 Maria Habsburg (1528-1603)               | cesarz rzymski Maksymilian II Habsburg (1527-1576) ∞1548 Maria Habsburg (1528-1603)  | cesarz rzymski Maksymilian II Habsburg (1527-1576) ∞1548 Maria Habsburg (1528-1603)  | cesarz rzymski Maksymilian II Habsburg (1527-1576) ∞1548 Maria Habsburg (1528-1603)                | cesarz rzymski Maksymilian II Habsburg (1527-1576) ∞1548 Maria Habsburg (1528-1603)                | cesarz rzymski Maksymilian II Habsburg (1527-1576) ∞1548 Maria Habsburg (1528-1603)                | cesarz rzymski Maksymilian II Habsburg (1527-1576) ∞1548 Maria Habsburg (1528-1603) |
| Maciej Habsburg (1557-1619), cesarz rzymski |                                                                                                   |                                                                                                   |                                                                                      |                                                                                      | | | |                                                                                     |